# (4559) Strauss
(4559) Strauss (1989 AP6) – planetoida z pasa głównego asteroid okrążająca Słońce w ciągu 5,27 lat w średniej odległości 3,03 j.a. Odkryta 11 stycznia 1989 roku.